# マラーティー語映画
マラーティー語映画（マラーティーごえいが、Marathi cinema）は、インドの映画のうちマラーティー語で製作された映画であり、マハーラーシュトラ州ムンバイに拠点を置く映画産業を指す。同映画産業はインド映画の中で最も歴史が古く、映画産業のパイオニアの一つとされている。1912年にダーダーサーヘブ・トルネが監督した『Shree Pundalik』が最初のマラーティー語映画であり、1932年には最初のマラーティー語トーキー映画『Ayodhyecha Raja』が公開された。ムンバイはインド映画で最大の規模を誇るヒンディー語映画の産業拠点でもあり、マラーティー語映画の規模は小さいが娯楽税を免除されており成長を維持している。

## 歴史

### サイレント時代
1912年5月18日にダーダーサーヘブ・トルネが監督した『Shree Pundalik』が公開され、同作は最初のマラヤーラム語映画となった。1913年にはダーダーサーヘブ・パールケーが監督した『ハリシュチャンドラ王』が公開され、マラーティー人スタッフとマラーティー語で撮影が行われた同作は、インド国際映画祭でマラーティー語映画として扱われている。コールハープルには映画製作会社が20社あり、映画製作の拠点として発展した。1918年にバーブラーオ・パインタルがマハーラーシュトラ映画会社を設立し、1920年に『Sairandhari』を製作した。彼は1930年までの間に数多くのサイレント映画を製作したが、トーキー映画の台頭に伴いマハーラーシュトラ映画会社を解散した。彼はトーキー映画の登場がそれまで築いてきた視覚文化を破壊することになると信じていたため、トーキー映画の製作には興味を示さなかった。

### トーキー映画の登場
インド映画産業の成長に伴い製作会社が増加したが、その中で主要な製作会社の一つとして登場したのがマラーティー人が所有するプラバート映画会社だった。同社が製作した『Sant Tukaram』は1937年にヴェネツィア国際映画祭で最優秀作品賞を受賞し、同賞を受賞した最初のインド映画となった。1953年にプラハード・ケーシャーヴ・アトレーが監督した『Shyamchi Aai』は第1回国家映画賞で長編映画賞を受賞している。

### 黄金時代
マラーティー語映画の黄金時代にはV・シャンタラム、マスタル・ヴィナヤック、バールジ・ペンダルカル、プラハード・ケーシャーヴ・アトレー、ラージャ・パランジャペ、ジョーティラーム、ソーナル、ムンタズ、ディンカル・D・パティル、ガジャナン・ディガンバル・マドグルカル、スディール・パードケー、ラージャ・タークルが映画産業を支えた。1960年代にはタマーシャに基づいて映画を製作したアナント・マーンや、伝統的な家族ドラマを題材とした映画を製作したダッタ・ダルマディカリ、ラージ・ダットのような映画製作者が登場した。
1970年代にはダーダー・コンドケーがコメディ、政治的、社会的テーマを題材とした風刺映画を製作し、これらの大半はカルト映画として人気を集めている。この時期のマラーティー語映画はタマーシャや家族ドラマを題材とした映画や、コンドケーのコメディ映画が人気を集めた。
1980年代に入るとアショーク・サラーフ、ラクシュミカント・バルデのようなコメディ・スターやマヘーシュ・コータレ、サチンなどの映画製作者が登場した。コータレは『Dhumdhadaka』、サチンは『Navri Mile Navryala』を監督して興行的な成功を収め、特にコータレの作品は若年層をマラーティー語映画に呼び込む潮流を作った。コータレはコメディ映画でヒットを続け、マラーティー語映画で最初のシネマスコープ映画『Dhadakebaaz』を製作している。

### 衰退
マラーティー語映画はインド全域で認知されるようになったものの、映画産業は核となるジャンルを確立することができなかった。主な理由として、マラーティー語映画のアイデンティティを侵害するヒンディー語映画の産業拠点が同じムンバイに存在していることが挙げられており、その他の要因としてはマーケティング不備による配給不足、資金集めの失敗、テレビの普及などが挙げられる。さらにマハーラーシュトラ州政府もヒンディー語映画を主要産業として奨励したため、西ベンガル映画や南インド映画のような政治レベルの支援を得られなかったことも大きな要因となっている。

### 再興
マラーティー語映画は興行面だけではなく批評面でも成功作を数多く製作し、そこから従来題材とされていなかった作品や深い人間性を描いた作品が登場した。ジャバール・パテールはマラーティー語映画の新しい潮流について、「現在製作されているマラーティー語映画はフレッシュであり、そして異なっています。これは監督や脚本家がテレビや映画祭を通じて、世界中の映画に触れるようになったためです。彼らは新しいストーリーと革新的なコンセプトを作り出しています」と語っている。マラーティー語映画は監督やプロデューサーの努力により、2010年初頭には興行面や批評面でヒンディー語映画など他の言語映画を上回る成果を上げた。2003年にコータレは『Chimni Pakhara』で初めてドルビーデジタルをマラーティー語映画に導入し、2004年にはデジタル特殊効果を導入して『Pachhadlela』を製作した。2004年に公開された『Shwaas』は国家映画賞 長編映画賞を受賞し、第77回アカデミー賞の外国語映画賞インド代表作品に選出された。2009年にパレーシュ・モーカーシーが監督した『ハリシュチャンドラの工場』が公開された。同作はダーダーサーヘブ・パールケーと『ハリシュチャンドラ王』製作を描いた伝記映画であり、マラーティー語映画として『Shwaas』以来2本目となるアカデミー外国語映画賞インド代表作品に選出された。
マハーラーシュトラ州政府はマラーティー語映画振興のために150万ルピーから200万ルピーの助成金制度を設けている。また『Shwaas』の成功を受け、シュリンガル・フィルムズやジー・テレフィルムなどの製作会社がマラーティー語映画に関心を寄せるようになった。さらにジー・マラーティーやカラーズ・マラーティーなどのテレビチャンネルで往年のマラーティー語映画が放映されたことで、マラーティー語映画の宣伝に繋がった。この他にマラーティー語映画専門チャンネルジー・トーキーズが開設されている。
2010年代に入るとウメシュ・ヴィナヤック・クルカルニーの『Vihir』やDeool』、ナグラージ・マンジュレの『Fandry』などの芸術映画が登場し、マラーティー語映画に新しいジャンルを確立した。2010年に公開されたミュージカル映画『Natarang』はブロックバスターを記録して批評家からも高く評価され、マラーティー語映画の先駆的作品に位置付けられている。2013年にはマラーティー語映画初の3D映画『Zapatlela 2』が公開された。2016年にナグラージが監督した『Sairat』はリンク・ラージグル、アーカシュ・ソーサルが主要キャストを務め、マラーティー語映画で初めて興行収入が10億ルピーを超えた作品となり、マハーラーシュトラ州では公開日数が100日を超えた。

## 主な映画賞
- マハーラーシュトラ州映画賞（英語版）
- フィルムフェア賞 マラーティー語映画部門（英語版）